# Violent Femmes
Violent Femmes — американская рок-группа, образовавшаяся в 1980 году. Название группы, с учётом сленга, можно перевести как «Отчаянные слюнтяи».

## Дискография

### Студийные альбомы
- Violent Femmes (1983)
- Hallowed Ground (1984)
- The Blind Leading the Naked (1986)
- 3 (1988)
- Why Do Birds Sing? (1991)
- New Times (1994)
- Rock!!!!! (1995)
- Freak Magnet (2000)

### Сборники
- Debacle: The First Decade (1990)
- Add It Up (1981-1993) (1993)
- Something's Wrong (2001)
- Permanent Record: The Very Best of Violent Femmes (2005)